# Fokker D.I

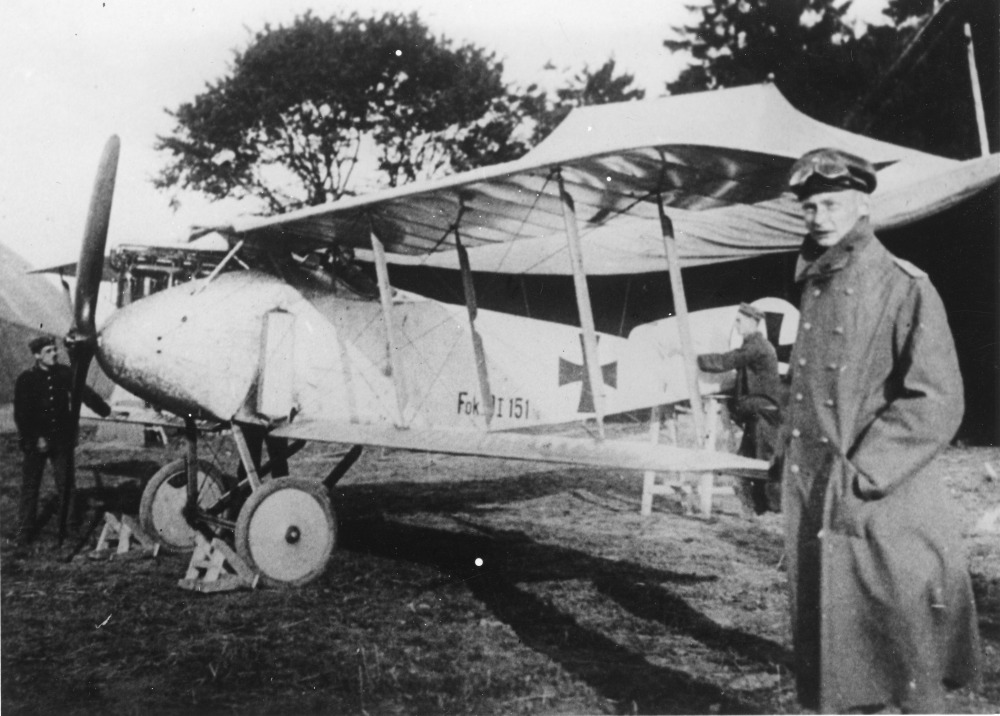
Fokker D.I 151.16

Фоккер D.I (нім. Fokker D.I) — німецький винищувач, який використовувався в Першій світовій війні.

## Конструкція та доопрацювання
Подібно до D.II, D.I був безступінчатим однопролітним біпланом, або рівнопролітним біпланом Einstielig. Верхня частина фюзеляжу спочатку була паралельна верхньому крилу і була оснащена шестициліндровим двигуном Mercedes D.I з водяним охолодженням потужністю 75 кВт (101 к.с.).
Керування досягалося за допомогою викривлення крил. Крила також були випробувані у формі подвійних гнізд (Zweistielig). Щоб покращити видимість, центральна частина була зрізана назад, а крила були злегка відхилені, а верхнє крило трохи піднято.
Ці вдосконалення були збережені, і літак було замовлено у виробництво з рядним двигуном Mercedes D.II потужністю 89 кВт (119 к.с.) і одним синхронізованим кулеметом lMG 08 калібру 7,92 мм (0,312 дюйма). Австро-угорські B.III, серійні номери з 04.11 по 04.27, зберегли двигун Mercedes D.I, а деякі були озброєні кулеметом Schwarzlose MG M.07/12 зі вільною стрільбою, встановленим над центральною секцією.

## Бойове застосування
Поставки почалися в липні 1916 року, і 90 винищувачів D.I було доставлено німецьким Fliegertruppen і 17 навчально-тренувальних винищувачів B.III австро-угорським Luftfahrttruppen, вісім з яких були виготовлені за ліцензією Magyar Általános Gépgyár (MAG) в Угорщині.
Один австро-угорський B III був експериментально оснащений двигуном Mercedes D.III потужністю 119 кВт (160 к.с.). Інший мав елерони замість викривлення крил, а ще інший мав крила з великим розмахом, стрілоподібними назад.
У порівнянні з літаками, що перебували на озброєнні в той час, такими як Albatros D.II і Nieuport 11, дизайн і характеристики цього Фоккера були явно невражаючими, і подальше виробництво не відбулося.
D.I став основою для Fokker D.IV.

## Оператори
Австро-Угорщина
- Австро-Угорські імператорські та королівські авіаційні війська

Німецька імперія
- Luftstreitkräfte

 Туреччина
- ВПС Османської імперії

## Тактико-технічні характеристики
Джерело: Літаки австро-угорської армії Першої світової війни
Основні характеристики
- Екіпаж: 1 пілот
- Довжина: 6.3 м
- Висота: 2.55м
- Розмах крила: 9.05м

- Площа крила: 20 м ²
- Нормальна злітна маса: 898 кг

Льотні характеристики
- Максимальна швидкість: 170 км/год

Озброєння
- Стрілецько-гарматне: D.I 1 × 7,92-мм (0,312 дюйма) кулемет LMG 08/15 синхронізованої передньої стрільби

B.III додатковий 8-мм (0,315 дюйма) кулемет Schwarzlose MG M.07/12, що стріляє вперед, встановлений над центральною секцією